# Ines Krause
Ines Krause (geb. Schulz; * 10. Juli 1965 in Karl-Marx-Stadt) ist eine ehemalige deutsche Siebenkämpferin.
Bei den Olympischen Spielen 1988 in Seoul wurde sie für die DDR startend Sechste. 1994 wurde sie bei den Leichtathletik-Halleneuropameisterschaften in Paris Sechste im Fünfkampf.
1988 wurde sie DDR-Vizemeisterin und 1991 Dritte bei den Deutschen Meisterschaften.
Ines Krause startete für den SC Karl-Marx-Stadt und den LAC Chemnitz.

## Persönliche Bestleistungen
- Siebenkampf: 6660 Punkte, 19. Juni 1988, Götzis
- Fünfkampf (Halle): 4710 Punkte, 25. Februar 1988, Senftenberg